# Niñodaguia (Baltar)
Niñodaguia (llamada oficialmente San Lourenzo de Niñodaguia) es una parroquia y un lugar español del municipio de Baltar, en la provincia de Orense, Galicia.

## Toponimia
La parroquia también es conocida por el nombre de San Lorenzo de Niñodaguia.

## Organización territorial
La parroquia está formada por una entidad de población:
- Niñodaguia

## Demografía
Gráfica demográfica del lugar y parroquia de Niñodaguia según el INE español:
| Gráfica de evolución demográfica de Niñodaguia entre 2000 y 2021 |
|                                                                  |
| Datos según el nomenclátor publicado por el INE.                 |